# Merecumbé
Le merecumbé est un genre musical ayant émergé en Colombie, créé par Francisco « Pacho » Galán, mêlant des éléments de la cumbia et de merengue colombien. Le terme est une contraction des mots « merengue » et « cumbia ». Le motif rythmique a été créé par le percussionniste Pompilio Rodríguez.

## Histoire
Dans les années 1950, après les inventions cubaines telles que le mambo, la batanga et le cha-cha-cha, apparaît le merecumbé, reprenant la cumbia colombienne et le merengue dominicain. Bien que la forme originale du merengue soit celle des Antilles lorsqu'elle s'est répandue en Haïti et en République dominicaine, une tradition de merengue existait déjà en Colombie. Les merengones, ou fêtes de merengue, étaient une sorte de parrandas en Colombie, auxquelles participaient les meilleurs joueurs de merengue (merengones) de la région Caraïbe et qui avaient lieu dans les plaines du Magdalena, les savanes de Bolivar et d'autres localités. Lors des merengones, les merengueros improvisaient des chansons confrontant leurs rivaux avec de l'argot, des blagues satiriques et des vers picaresques, accompagnés d'une danse circulaire dans laquelle les femmes portaient des bougies allumées.
L'inventeur du merecumbé lui-même, Pacho Galán,, dissipe la confusion lorsqu'il explique les racines de ce genre : « le merecumbé est une synthèse, un mélange de la cumbia indigène avec le merengue du département de Magdalena, et non du merengue dominicain. Bien entendu, les mélodies du merecumbé sont basées sur des manifestations musicales folkloriques de la région des Caraïbes. Cosita Linda, le premier merecumbé que j'ai lancé sur le marché phonographique, est original, il n'a pas d'antécédents mélodiques connus, il porte sans aucun doute le message du peuple ».
En 1957, le merecumbé s'étend au Venezuela et aux Caraïbes. Beaucoup de morceaux de merecumbé étaient instrumentaux, mais au Venezuela, on leur a donné des paroles et on a même changé le titre. C'est le cas de El Monito qui a été rebaptisé El Merecumbé. Juan Rodríguez y a adapté quelques vers, qui ont connu un grand succès dans la voix de Víctor Piñero en tant que guarachero régulier de l'orchestre de Pedro J. Belisario. Peu après, Piñero enregistre avec le fond de l'orchestre de Pacho Galán et interprète si bien le rythme qu'il gagne le surnom de « El Rey del Merecumbé (« le roi du Merecumbé »). Dans Muñequita linda de Juan Sedes, la justesse de ce surnom est clairement démontrée.

## Caractéristiques
Le merengue dominicain s'écrit en signature temporelle 2/2, le merengue colombien en signature temporelle 6/8, l'élément tertiaire prédominant sur l'élément binaire du merengue antillais, qui est plus lent. Mélanger du merengue dominicain avec de la cumbia ne donne pas du merecumbé. Son créateur, le musicien Francisco « Pacho » Galán, mélangeait le merengue colombien avec la cumbia.